# Bruce Buffer
Bruce Anthony Buffer (Tulsa, 21 de maio de 1957) é um locutor norte-americano conhecido por anunciar eventos produzidos pela Zuffa (UFC e WEC). É meio-irmão do também locutor Michael Buffer. Bruce e Michael são netos do ex-campeão de boxe Johnny Buff.
Bruce, além de ser faixa-preta de Tangsudo, já lutou em eventos de kickboxing. Bruce só assinou contratos para narrar lutas depois de aparecer narrando uma luta de MMA num episódio da terceira temporada da série Friends, exibido em 1997.
Uma curiosidade a seu respeito é que Bruce fez uma participação especial no último capítulo da novela das 9 da Globo, A Força do Querer, interpretando a si mesmo. O capitulo foi ao ar no dia 20 de outubro de 2017.

## Frases de efeito
Bruce sempre começa as transmissões com a frase "Ladies and gentlemen, we are live!" (Senhoras e senhores, estamos ao vivo!). Antes de começar o evento principal, Buffer diz: "This is the main event of the evening" (Este é o evento principal da noite), seguido do "This is the moment you've all been waiting for" (Este é o momento que todos estavam esperando), e por fim, "It's time!" (Está na hora!) antes de apresentar os lutadores, sendo esta a frase mais famosa do locutor.

## Poker
Bruce é jogador profissional de poker. Ele é conhecido por ser um jogador online e ex-RedPro do Full Tilt Poker antes dos acontecimentos da Sexta-Feira Negra (Black Friday) do Poker.
No dia 09/11/2011 anunciou os 3 jogadores restantes da mesa final do Evento Principal da WSOP, sendo um show à parte.